# 22139 Джеймскокс
22139 Джеймскокс (22139 Jamescox) — астероїд головного поясу, відкритий 1 листопада 2000 року.
Тіссеранів параметр щодо Юпітера — 3,515.